# Hinteres Sonnenwendjoch
Hinteres Sonnenwendjoch är ett berg i Österrike.   Det ligger i distriktet Kufstein och förbundslandet Tyrolen, i den västra delen av landet, 300 km väster om huvudstaden Wien. Toppen på Hinteres Sonnenwendjoch är 1 960 meter över havet. Hinteres Sonnenwendjoch ingår i Mangfallgebirge.
Terrängen runt Hinteres Sonnenwendjoch är huvudsakligen kuperad, men norrut är den bergig. Närmaste större samhälle är Kufstein, 16,4 km öster om Hinteres Sonnenwendjoch. 
I omgivningarna runt Hinteres Sonnenwendjoch växer i huvudsak blandskog. Runt Hinteres Sonnenwendjoch är det ganska tätbefolkat, med 100 invånare per kvadratkilometer.